# Осада Антверпена (1792)
Осада Антверпена (фр. Siège d’Anvers) — одно из сражений войны первой коалиции эпохи французских революционных войн, длившееся с 18 по 30 ноября 1792 года.

## Перед осадой
Победа, одержанная французской армией при Жемаппе под командованием генерала Дюмурье, решила судьбу осенней кампании 1792 года. Австрийцы довольно поспешно отошли в окрестности Ахена, оставив Бельгию.
Французская Северная армия двинулась в погоню за ними, разделившись на две части: первая, которой лично командовал генерал Дюмурье, следовала за австрийцами через Брюссель и Льеж; вторая, возглавляемая генералом Лабурдонне, пошла на север и продвигалась к важному порту и крепости Антверпен, намереваясь осадить его.

## Осада
18 ноября 1792 года генералы Ламарльер и Шампморен с авангардом прибыли перед Антверпен, первый — на правый берег Шельды, второй — на левый. Генерал Ламарльер, прибывший первым, предупредил магистрат о подходе французской армии, который поспешил распахнуть городские ворота, так как все жители Антверпена считали французов своими освободителями. Комендант, полковник Молитор, хорошо знавший настроение антверпенцев, заперся с гарнизоном из 1100 солдат в цитадели. На предложение капитулировать он ответил, что будет защищать вверенный ему пост до последней крайности.
19 ноября часть дивизии Ламарльера вошла в город, другая расположилась в соседних деревнях.
21 ноября левый фланг французской Северной армии — около двенадцати тысяч — прибыл под Антверпен и расположился лагерем по эту сторону Бергема, примерно в восемнадцати сотнях туазов от цитадели. Саперные офицеры провели рекогносцировку крепости.
22 ноября на военном совете под председательством генерала Лабурдонне было решено заложить параллели и установить батареи перед бастионом Паниотто, ключом всей обороны цитадели.
В ночь с 25 на 26 ноября тысяча восемьсот рабочих начинают рыть траншеи. Из-за сильного холода земля промерзла на полтора дюйма, и кирки производили очень громкий звук, но осажденные не мешали работам и не беспокоили ни артогнем, ни вылазками. За ночь было заложено не менее двух третей параллели.
26 ноября в десять утра, после рассеивания тумана, осажденные открыли артиллерийский огонь, часто прерываемый без видимых причин. Днем вместо генерала Лабурдонне прибыл генерал Миранда, принявший командование над осадной армией. Он потребовал ускорить прибытие тяжелой артиллерии.
В ночь на 27 ноября активно продолжилось строительство батарей. Австрийцы освещали эти работы несколькими «огневыми котлами», используя которые, корректировали огонь своей артиллерии. Около полудня Миранда предложил коменданту капитулировать, но снова получил отказ. В семь часов вечера австрийцы ненадолго возобновили артобстрел.
В ночь на 28 ноября продолжились работы над продвижением батарей и совершенствованием траншей, которые начинает заливать вода. Начинается установка 10 мортир, 6 гаубиц и 4 пушек на трех батареях. Осажденные, заметив эти работы, удваивают огонь. В час дня открывает огонь первая французская батарея. В два часа — вторая, затем — третья. К четырём часам вечера артиллерийский огонь из цитадели был подавлен. Французские бомбы и снаряды подожгли несколько зданий в цитадели. Две казармы и половина арсенала охвачены пламенем. В половине пятого генерал Миранда отправил коменданту предложение сдать крепость, чтобы предотвратить ненужное кровопролитие, грозя в противном случае продолжить обстрел. В шесть часов вечера офицер, присланный комендантом, дал от имени военного совета письменное согласие на капитуляцию.
29 ноября, в одиннадцать часов, подписывается окончательная редакция акта о капитуляции. Батальон французских гренадеров овладел воротами цитадели, выходящими на эспланаду.
30 ноября днем полковник Молитор с гарнизоном покинул цитадель и, сложив флаги и оружие, стал военнопленным.

## Результаты
Оборона осажденных была настолько слабой, что многие остались убежденными, что полковник Молитор продал свою крепость: действительно, его усилия ограничивались тем, чтобы поддерживать артиллерийский огонь иногда весьма живой, всегда прицельный, но часто прерываемый без видимых причин; он не совершил ни одной вылазки; наконец, после четырёх дней со дня начала рытья траншей он сдал крепость, снабженную всевозможными припасами и способную продержаться более пятнадцати дней. Но сторонники такой версии не учли того, что большое количество бельгийских солдат, входивших в этот гарнизон, прониклось духом свободы и не хотели воевать за австрийцев, грозясь поднять восстание.
После сдачи антверпенской цитадели генерал Миранда двинулся к Рёрмонду на реке Маас, но прибыл уже тогда, когда австрийская армия успела переправиться через эту реку.